# Държавно устройство на страните в Европа
В Европа се срещат 2 вида форма на държавно управление, това са републиканска и монархическа форма, те се поделят на още 7 подтипа: президентска република, президентска република с правителство излъчвано от парламента, полупрезидентска република, парламентарна република, парламентарна монархия, конституционна монархия и абсолютна монархия.

## Републики
Президентски републики (6)
- Беларус
- Грузия
- Армения
- Азербайджан
- Кипър

Президентски републики с правителство излъчвано от парламента (2)
- Швейцария
- Сан Марино

Полупрезидентски републики (6)
- Русия
- Украйна
- Молдова
- Македония
- Босна и Херцеговина
- Франция

Парламентарни републики
- България

## Монархии
Парламентарни монархии
Конституционни монархии (3)
- Лихтенщайн
- Монако
- Андора

Абсолютна монархия (1)
- Ватикана